# Suhankojärvi
Suhankojärvi eller Suhankajärvi är en sjö i Finland. Den ligger i kommunen Ranua i landskapet Lappland, i den norra delen av landet, 700 km norr om huvudstaden Helsingfors. Suhankojärvi ligger 159,3 meter över havet. Arean är 60,7 hektar och strandlinjen är 5,25 kilometer lång. Sjön  ingår i Simo älvs huvudavrinningsområde. 